# Cheick Kongo
Cheick "Kongo" Guillaume Ouedraogo (17 de mayo de 1975) es un artista marcial mixto francés que actualmente compite en la categoría de peso pesado en Bellator MMA.

## Primeros años
Nacido de padre y madre de Burkina Faso (Congo), Kongo comenzó a entrenar en las artes marciales cuando tenía 5 años, aprendiendo kendo y karate. A medida que crecía, comenzó a ampliar su repertorio y comenzó a entrenar muay thai, kickboxing y lucha grecorromana. A los 19 años, entrenó silat, un arte marcial indonesio, y fue dirigido por Charles Joussot y Roppers Franck.

## Carrera de artes marciales mixtas

### Bellator MMA
Poco después se anunció que el compañero de equipo de Cheick "Rampage" Jackson iba a Bellator, se dijo que Kongo haría lo que él hiciese. El traspaso de Kongo a Bellator fue oficial el 28 de agosto de 2013.
Kongo debutó en el torneo de la temporada 9 de peso pesado. En él, se enfrentó a Mark Godbeer el 4 de octubre de 2013 en Bellator 102. Kongo ganó la pelea por nocaut técnico en la segunda ronda.
Kongo se enfrentó a Peter Graham el 8 de noviembre de 2013 en Bellator 107. Kongo ganó la pelea por decisión unánime.
Kongo se enfrentó al invicto Campeón de Peso Pesado de Bellator Vitaly Minakov en Bellator 115 el 4 de abril de 2014. Kongo perdió la pelea por decisión unánime.
Kongo se enfrentó a Eric Smith el 17 de mayo de 2014 en Bellator 120. Kongo ganó la pelea por nocaut técnico en la segunda ronda.
El 5 de septiembre de 2014, Kongo se enfrentó a Lavar Johnson en Bellator 123. Kongo ganó la pelea por sumisión en la primera ronda.
El 27 de febrero de 2015, Kongo se enfrentó a Muhammed Lawal en Bellator 134. Kongo perdió la pelea por decisión dividida.
Kongo se enfrentó a Alexander Volkov el 26 de junio de 2015 en Bellator 139. Kongo ganó la pelea por decisión unánime.
El 26 de febrero de 2016, Kongo se enfrentó a Vinicius Queiroz en Bellator 150. Kongo ganó la pelea por decisión dividida. En septiembre del mismo año, Kongo venció a Tony Johnson por decisión mayoritaria en Bellator 161.

## Campeonatos y logros
| - Ultimate Fighting Championship - KO de la Noche (Una vez) - KO del Año (2011) vs. Pat Barry el 26 de junio - Bellator MMA - Torneo de Peso Pesado Bellator Sesión 9 (Ganador) - Kings of the Ring - Supercampeón Mundial (103 kg) - World MMA Awards - Regreso del Año (2011) | - - 2005 Campeón del Mundo de la Federación King of the Rings - 2005 Campeón del Torneo King of Colosseum - 2005 Campeón del Mundo de Rings - 2004 Campeón de Peso Pesado de King of the Rings - 2004 Campeón del Mundo de Muay Thai - 2003 Campeón Intercontinental de Muay Thai - 2002 Campeón de Europa de Rings - 2001 Subcampeón Europeo de Rings - Campeón Europeo de Savate |

## Registro en artes marciales mixtas
| Resultado     | Récord      | Oponente           | Método                         | Evento                                 | Fecha                    | Ronda | Tiempo | Localización            | Notas                                                                    |
| ------------- | ----------- | ------------------ | ------------------------------ | -------------------------------------- | ------------------------ | ----- | ------ | ----------------------- | ------------------------------------------------------------------------ |
| Derrota       | 30–11–2 (1) | Timothy Johnson    | Decisión (dividida)            | Bellator Paris                         | 10 de octubre de 2019    | 3     | 5:00   | París                   |                                                                          |
| Sin resultado | 30–10–2 (1) | Ryan Bader         | NC (piquetes a los ojos)       | Bellator 226                           | 7 de septiembre de 2019  | 1     | 3:51   | San José, California    |                                                                          |
| Victoria      | 30–10–2     | Vitaly Minakov     | Decisión (unánime)             | Bellator 216                           | 16 de febrero de 2019    | 3     | 5:00   | Uncasville              |                                                                          |
| Victoria      | 29–10–2     | Timothy Johnson    | KO (golpes)                    | Bellator 208                           | 13 de octubre de 2018    | 1     | 1:08   | Uniondale, Nueva York   |                                                                          |
| Victoria      | 28–10–2     | Javy Ayala         | KO (golpes)                    | Bellator 199                           | 12 de mayo de 2018       | 1     | 2:29   | San José, California    |                                                                          |
| Victoria      | 27–10–2     | Augusto Sakai      | Decisión (dividida)            | Bellator 179                           | 19 de mayo de 2017       | 3     | 5:00   | Londres                 |                                                                          |
| Victoria      | 26–10–2     | Oli Thompson       | Decisión (unánime)             | Bellator 172                           | 18 de febrero de 2017    | 3     | 5:00   | San José, California    |                                                                          |
| Victoria      | 25–10–2     | Tony Johnson       | Decisión (mayoritaria)         | Bellator 161                           | 16 de septiembre de 2016 | 3     | 5:00   | Cedar Park, Texas       |                                                                          |
| Victoria      | 24–10–2     | Vinicius Queiroz   | Decisión (dividida)            | Bellator 150                           | 26 de febrero de 2016    | 3     | 5:00   | Mulvane, Kansas         |                                                                          |
| Victoria      | 23–10–2     | Alexander Volkov   | Decisión (unánime)             | Bellator 139                           | 26 de junio de 2015      | 3     | 5:00   | Mulvane, Kansas         |                                                                          |
| Derrota       | 22–10–2     | Muhammed Lawal     | Decisión (dividida)            | Bellator 134                           | 27 de febrero de 2015    | 3     | 5:00   | Uncasville, Connecticut |                                                                          |
| Victoria      | 22–9–2      | Lavar Johnson      | Sumisión (rear-naked choke)    | Bellator 123                           | 5 de septiembre de 2014  | 1     | 3:27   | Uncasville, Connecticut |                                                                          |
| Victoria      | 21–9–2      | Eric Smith         | TKO (rodillazos y golpes)      | Bellator 120                           | 17 de mayo de 2014       | 2     | 4:35   | Southaven, Misisipi     |                                                                          |
| Derrota       | 20–9–2      | Vitaly Minakov     | Decisión (unánime)             | Bellator 115                           | 4 de abril de 2014       | 5     | 5:00   | Reno, Nevada            | Por el Campeonato de Peso Pesado de Bellator.                            |
| Victoria      | 20–8–2      | Peter Graham       | Decisión (unánime)             | Bellator 107                           | 8 de noviembre de 2013   | 3     | 5:00   | Thackerville, Oklahoma  | Torneo de Peso Pesado (Final).                                           |
| Victoria      | 19–8–2      | Mark Godbeer       | TKO (rodillazos y golpes)      | Bellator 102                           | 4 de octubre de 2013     | 2     | 2:04   | Visalia, California     | Torneo de Peso Pesado (Semifinal).                                       |
| Derrota       | 18–8–2      | Roy Nelson         | KO (golpe)                     | UFC 159                                | 27 de abril de 2013      | 1     | 2:03   | Newark, Nueva Jersey    |                                                                          |
| Victoria      | 18–7–2      | Shawn Jordan       | Decisión (unánime)             | UFC 149                                | 21 de julio de 2012      | 3     | 5:00   | Calgary                 |                                                                          |
| Derrota       | 17–7–2      | Mark Hunt          | TKO (golpes)                   | UFC 144                                | 26 de febrero de 2012    | 1     | 2:11   | Saitama                 |                                                                          |
| Victoria      | 17–6–2      | Matt Mitrione      | Decisión (unánime)             | UFC 137                                | 29 de octubre de 2011    | 3     | 5:00   | Las Vegas, Nevada       |                                                                          |
| Victoria      | 16–6–2      | Pat Barry          | KO (golpe)                     | UFC Live: Kongo vs. Barry              | 26 de junio de 2011      | 1     | 2:39   | Pittsburgh, Pensilvania | KO de la Noche; KO del Año (2011).                                       |
| Empate        | 15–6–2      | Travis Browne      | Empate (unánime)               | UFC 120                                | 16 de octubre de 2010    | 3     | 5:00   | Londres                 | Kongo fue penalizado con un punto por sostener los pantalones de Browne. |
| Victoria      | 15–6–1      | Paul Buentello     | Sumisión (codazos en el muslo) | UFC Live: Vera vs. Jones               | 21 de marzo de 2010      | 3     | 1:16   | Broomfield, Colorado    |                                                                          |
| Derrota       | 14–6–1      | Frank Mir          | Sumisión (guillotine choke)    | UFC 107                                | 12 de diciembre de 2009  | 1     | 1:12   | Memphis, Tennessee      |                                                                          |
| Derrota       | 14–5–1      | Caín Velásquez     | Decisión (unánime)             | UFC 99                                 | 13 de junio de 2009      | 3     | 5:00   | Colonia                 |                                                                          |
| Victoria      | 14–4–1      | Antoni Hardonk     | TKO (golpes)                   | UFC 97                                 | 18 de abril de 2009      | 2     | 2:29   | Montreal                |                                                                          |
| Victoria      | 13–4–1      | Mostapha Al-Turk   | TKO (codazos y golpes)         | UFC 92                                 | 27 de diciembre de 2008  | 1     | 4:37   | Las Vegas, Nevada       |                                                                          |
| Victoria      | 12–4–1      | Dan Evensen        | TKO (golpes)                   | UFC 87                                 | 9 de agosto de 2008      | 1     | 4:55   | Minneapolis, Minnesota  |                                                                          |
| Derrota       | 11–4–1      | Heath Herring      | Decisión (dividida)            | UFC 82                                 | 1 de marzo de 2008       | 3     | 5:00   | Columbus, Ohio          |                                                                          |
| Victoria      | 11–3–1      | Mirko Filipović    | Decisión (unánime)             | UFC 75                                 | 8 de septiembre de 2007  | 3     | 5:00   | Londres                 |                                                                          |
| Victoria      | 10–3–1      | Assuerio Silva     | Decisión (mayoritaria)         | UFC 70                                 | 21 de abril de 2007      | 3     | 5:00   | Mánchester              |                                                                          |
| Derrota       | 9–3–1       | Carmelo Marrero    | Decisión (dividida)            | UFC 64                                 | 14 de octubre de 2006    | 3     | 5:00   | Las Vegas, Nevada       |                                                                          |
| Victoria      | 9–2–1       | Christian Wellisch | TKO (rodillazo)                | UFC 62                                 | 26 de agosto de 2006     | 1     | 2:51   | Las Vegas, Nevada       |                                                                          |
| Victoria      | 8–2–1       | Gilbert Aldana     | TKO (parada médica)            | UFC 61                                 | 8 de julio de 2006       | 1     | 4:13   | Las Vegas, Nevada       |                                                                          |
| Victoria      | 7–2–1       | Dave Dalgliesh     | TKO (golpes)                   | RINGS Holland: Men of Honor            | 11 de diciembre de 2005  | 2     |        | Utrecht                 |                                                                          |
| Victoria      | 6–2–1       | Gabor Nemeth       | KO (golpes)                    | King of the Ring                       | 4 de junio de 2005       | 2     |        | Zagreb                  | Ganó el título mundial de Kings of The Ring.                             |
| Derrota       | 5–2–1       | Gilbert Yvel       | Sumisión (golpes)              | It's Showtime 2004 Amsterdam           | 20 de mayo de 2004       | 2     | 4:40   | Ámsterdam               |                                                                          |
| Victoria      | 5–1–1       | Joop Kasteel       | KO (golpe)                     | RINGS Holland: World's Greatest        | 4 de abril de 2004       | 1     | 4:31   | Utrecht                 |                                                                          |
| Victoria      | 4–1–1       | Dave Vader         | Decisión (unánime)             | RINGS Holland: The Untouchables        | 27 de septiembre de 2003 | 3     | 2:00   | Utrecht                 |                                                                          |
| Victoria      | 3–1–1       | Hans Nijman        | Sumisión (armbar)              | It's Showtime 2003 Amsterdam           | 8 de junio de 2003       | 2     | 0:59   | Ámsterdam               |                                                                          |
| Empate        | 2–1–1       | Michael Knaap      | Empate (unánime)               | It's Showtime – As Usual / Battle Time | 29 de septiembre de 2002 | 2     | 5:00   | Haarlem                 |                                                                          |
| Derrota       | 2–1         | Rodney Glunder     | Decisión (unánime)             | RINGS Holland: Saved by the Bell       | 2 de junio de 2002       | 2     | 5:00   | Ámsterdam               |                                                                          |
| Victoria      | 2–0         | Dave van der Veen  | TKO (golpes)                   | RINGS Holland: Some Like It Hard       | 2 de diciembre de 2001   | 2     | 1:25   | Utrecht                 |                                                                          |
| Victoria      | 1–0         | André Tete         | Sumisión (heel hook)           | RINGS Holland: No Guts, No Glory       | 10 de junio de 2001      | 1     | 3:20   | Ámsterdam               |                                                                          |

## Récord en kickboxing
```
21 Victorias (12 KO's), 2 Derrotas
```